# ماهو نو ستار ماجيكارو إيمي
إيمي السحرية، النجمة الساحرة (魔法のスターマジカルエミ ماهو نو ستار ماجيكارو إيمي) هو أنمي من نوع الفتاة الساحرة من إنتاج إستديو بيرو. وكانت آنذاك تصدر على أنها مانغا للمؤلف كيوكو أراي. وهو المسلسل الثالث من نوع الفتاة الساحرة الذي يقوم الإستديو بإنتاجه، ويحتوي على مقاطع أوفا كما يظهر في أوفا كريمي مامي الملاك السحري.

## الشخصيات

### عائلة ناكاموري
- يوسوكي ناكاموري من أداء جوجي يانامي
- هاروكو ناكاموري من أداء ماين أتسوكو

### فرقة القيراط السحري
- شو يوكي من أداء يو ميزوشيما
- يوكيكو هيروتا من أداء مايا أوكاموتو
- أكيرا ماتسو من أداء سوكيكيو كامياما
- سوسومي سيوزاوا من أداء سوكيكيو كامياما
- توبو من أداء ناوكي تاتستا

### عائلة كازوي
- يوكو كازوي من أداء أوكي نانا
- جونيتشي كازوي من أداء روكورو نايا
- ماي كازوي أو إيمي السحرية من أداء يوكو أوباتا
- ميساكي كازوي من أداء يوكو ميتا

### عائلة كوغانيه
- مادوكا كوكوبونجي من أداء شيغيرو تشيبا
- شيغيرو كوغانيه من أداء دايسكي غوري
- موساشي كوغانيه من أداء كازوي إيكورا

### شخصيات أخرى
- نايا، روكورو من أداء كازوي جونيتشي
- أكيرا من أداء شينيا أوتاكي

## قائمة الحلقات
مسلسل الأنمي أخرجه تاكاشي أنو وأنتجه إستديو بيرو، وقد أُذيع ابتداءً من 7 يونيو 1985 وحتى 28 فبراير 1986. شارة البداية هي «سعادة اللون الغامض» (Fushigi-Iro Happiness) وشارة النهاية هي «أحلم بك فقط» (Anata Dake Dreaming)، وقامت بأدائهما يوكو أوباتا.
| #  | عنوان | تاريخ العرض الأصلي |
| -- | --- | ------------------ |
| 1  | «ولادة معجزة! النجمة الساحرة!!» "وانداوا، أوماري تي إماسو! ماهو نو سوتا!!" (ふしぎ誕生 魔法のスター)                    | 7 يونيو 1985       |
| 2  | «الظهور بالسحر! البث المباشر للنجمة الساحرة!!» "ديبيوماجيكُّو! ماهو نو سوتا وا هوسو رايبو!!" (魔法でデビュー！生放送！！) | 14 يونيو 1985      |
| 3  | «الشخص الذي يحب الملاكمة» "أيتسو نو سوكي نا دانسيه بوكوشينغو" (あいつの好きなボクシング)                                | 21 يونيو 1985      |
| 4  | «لون العجب: السعادة» "فوشيغي إرو، هابينيسو" (不思議色ハピネス)                                                          | 28 يونيو 1985      |
| 5  | «نجمة مهرجان الخيال في المطر» "آمي دي تاناباتا فانتاجي" (雨のたなばたファンタジー)                                      | 5 يوليو 1985       |
| 6  | «الاحتفاظ بلمعان نجمة في السر» "هيميتسو نو هوشي نو موتشيكابو شاينينغس" (スターの輝きを秘めて)                           | 12 يوليو 1985      |
| 7  | «التمهيد لمنزل إي سي أثناء العطلة الصيفية» "هومو نو إي سي. بورايما ناتسوياسومي تشو" (夏休み家庭科入門)                  | 19 يوليو 1985      |
| 8  | «الصبي الأفضل على الشاطئ» "بيتشي نو بيستو كيدُّو" (海辺のベストキッド)                                                    | 26 يوليو 1985      |
| 9  | «أنا أكره الملاكمة!» "واتاشي وا بوكوشينغو غيراي!" (ボクシングなんて大嫌い！)                                            | 2 أغسطس 1985       |
| 10 | «قطار المرتفعات — أين الجسم الغامض!؟» "هايراندو وا تورين - دوكو أو إف أو نو ديسو!؟" (高原列車UFOはどこ！？)             | 9 أغسطس 1985       |
| 11 | «حياة النجمة السرية» "هيميتسو نو سوتارايفو" (秘密のスターライフ)                                                        | 16 أغسطس 1985      |
| 12 | «الصيف هو ذكريات متوهجة اللون» "ناتسو ها هيكاري شوكو نو ميموري" (夏は光色のメモリー)                                    | 23 أغسطس 1985      |
| 13 | «المعلم المنزلي عمره 16 عامًا» "كاتيكيوشي ها 16 ساي" (家庭教師は16才)                                                    | 30 أغسطس 1985      |
| 14 | «منصة كوتيماريداي المنمقة» "كوتيماري-داي هانا نو سوتيجي" (こてまり台 花のステージ)                                      | 6 سبتمبر 1985      |
| 15 | «الدولاب الهوائي الذي خلفته الرياح» "كازي غا نوكاشيتا كازاغوروما" (風が残したかざぐるま)                                | 13 سبتمبر 1985     |
| 16 | «سائق قوي رائع» "سوتيكي باوافورو دورايبا" (すてきパワフルドライバー)                                                    | 20 سبتمبر 1985     |
| 17 | «مشاعر مترددة، مهرجان المدرسة» "كيبون هايوريتي غاكوينساي" (気分はゆれて学園祭)                                          | 27 سبتمبر 1985     |
| 18 | «نور الأحلام الساحر» "ماهو نو هيكاري ني يومي وو" (魔法の光に夢を)                                                       | 4 أكتوبر 1985      |
| 19 | «غرام خلال الزجاج» "غاراسو كوشي نو رومانسو" (ガラス越しのロマンス)                                                      | 11 أكتوبر 1985     |
| 20 | «فرصة مصراع خطيرة» "كيكِن نا شاتَّاتشانسو" (危険なシャッターチャンス)                                                      | 18 أكتوبر 1985     |
| 21 | «ابذل جهدك! لعبة مثيرة!» "غانباري! دوكيدوكيغيمو" (がんばれ！ドキドキゲーム)                                             | 25 أكتوبر 1985     |
| 22 | «رياح الخريف الجافة، نمط القلب» "كاراتُّو أكيكازي كوكورو مايو" (からっと秋風 心もよう)                                    | 1 نوفمبر 1985      |
| 23 | «أنا آسفة يا مي-تشان» "غومينِّي مي-تشان" (ごめんねミーちゃん)                                                             | 8 نوفمبر 1985      |
| 24 | «الأجراس تُقرَع من جديد» "سوزو نو أوتو يومو إتشيدو" (鈴の音よ もう一度)                                                   | 15 نوفمبر 1985     |
| 25 | "كاواي هومونشا" (かわいい訪問者)                                                                                        | 22 نوفمبر 1985     |
| 26 | "كاريها نو شاوا" (枯葉のシャワー)                                                                                       | 29 نوفمبر 1985     |
| 27 | "كوكوبونجي-سان ساتسوجينجيكِن" (国分寺さん殺人事件)                                                                       | 6 ديسمبر 1985      |
| 28 | "تسوكي غا أوتشيري با يو غا نوبورو" (ツキが落ちれば陽が昇る)                                                             | 13 ديسمبر 1985     |
| 29 | "يوكي كيشيكي . يومي نو كوني" (雪景色・夢の国)                                                                           | 20 ديسمبر 1985     |
| 30 | "واين شوكو نو باتيه" (ワイン色のパーティー)                                                                             | 27 ديسمبر 1985     |
| 31 | "ناكا يوشي فوفو نو غيزاغيزا مويو" (仲よし夫婦のギザギザ模様)                                                            | 10 يناير 1986      |
| 32 | "أو فوروبا دي دوكِّيري!" (お風呂場でドッキリ！)                                                                           | 17 يناير 1986      |
| 33 | "توبي! سونودوراغون" (飛べ！スノードラゴン)                                                                              | 24 يناير 1986      |
| 34 | "آي تو كاناشي مينو كارينتو" (愛と哀しみのカリントウ)                                                                    | 31 يناير 1986      |
| 35 | "يوسيه نو موري هيوكوسو!" (妖精の森へようこそ！)                                                                         | 7 فبراير 1986      |
| 36 | "كيتاكازي نيهيتوريبوتشي" (北風にひとりぼっち)                                                                           | 14 فبراير 1986     |
| 37 | "تاميراينو كيسِتسو" (ためらいの季節)                                                                                     | 21 فبراير 1986     |
| 38 | "سايونارا يوميرو ماجيشان" (さよなら 夢色マジシャン)                                                                     | 28 فبراير 1986     |

## وصلات خارجية
- ماهو نو ستار ماجيكارو إيمي على موقع IMDb (الإنجليزية)
- ماهو نو ستار ماجيكارو إيمي على موقع كينوبويسك (الروسية)
- ماهو نو ستار ماجيكارو إيمي على موقع ألو سيني (الفرنسية)
- ماهو نو ستار ماجيكارو إيمي على موقع قاعدة بيانات الفيلم (الإنجليزية)
- ماهو نو ستار ماجيكارو إيمي على موقع ANN anime (الإنجليزية)
- ماهو نو ستار ماجيكارو إيمي على موقع ANN manga (الإنجليزية)

- ماهو نو ستار ماجيكارو إيمي  في شبكة أخبار الأنمي